# دانشگاه میزوری–کانزاس سیتی
دانشگاه میزوری–کانزاس سیتی (به انگلیسی: University of Missouri–Kansas City) از دانشگاه‌های ایالات متحده آمریکا است که در ایالت میزوری و در مجاورت منطقه کانتری کلاب پلازا قرار دارد.
دانشگاه میزوری–کانزاس سیتی از معدود دانشگاه‌های ایالات متحده‌است که در کلیه رشته‌های پزشکی، دندانپزشکی، داروسازی، و پرستاری تا سطح فوق تخصصی دانشجو می‌پذیرد.

## رتبه و ویژگیها
این دانشگاه در سال ۲۰۱۹ در میان موسسات آموزش عالی دولتی برتر در آمریکا و در رتبه ۱۲۲ قرار داشت.
کنسرواتوار این دانشگاه در دانشکده موسیقی از بهترینهای ایالات متحده‌است. انستیتو نوآوری و کارآفرینی این دانشگاه در دانشکده تجارت نیز از معدود مراکز تحقیقاتی ایالات متحده‌است که با استفاده از رابطه نزدیک با بنیاد کارآفرینی کافمن برنامه‌های توسعه کارآفرینی منطقه‌ای و اجرای دوره‌های مدیریت MBA و دکترا را در حوزه نوآوری و کارآفرینی پیگیری می‌کند.
این دانشگاه تنها یکی از دو دانشگاه دولتی در ایالت میزوری است که رشته‌های علوم پزشکی ارائه می‌دهد.

## دانشکده‌ها

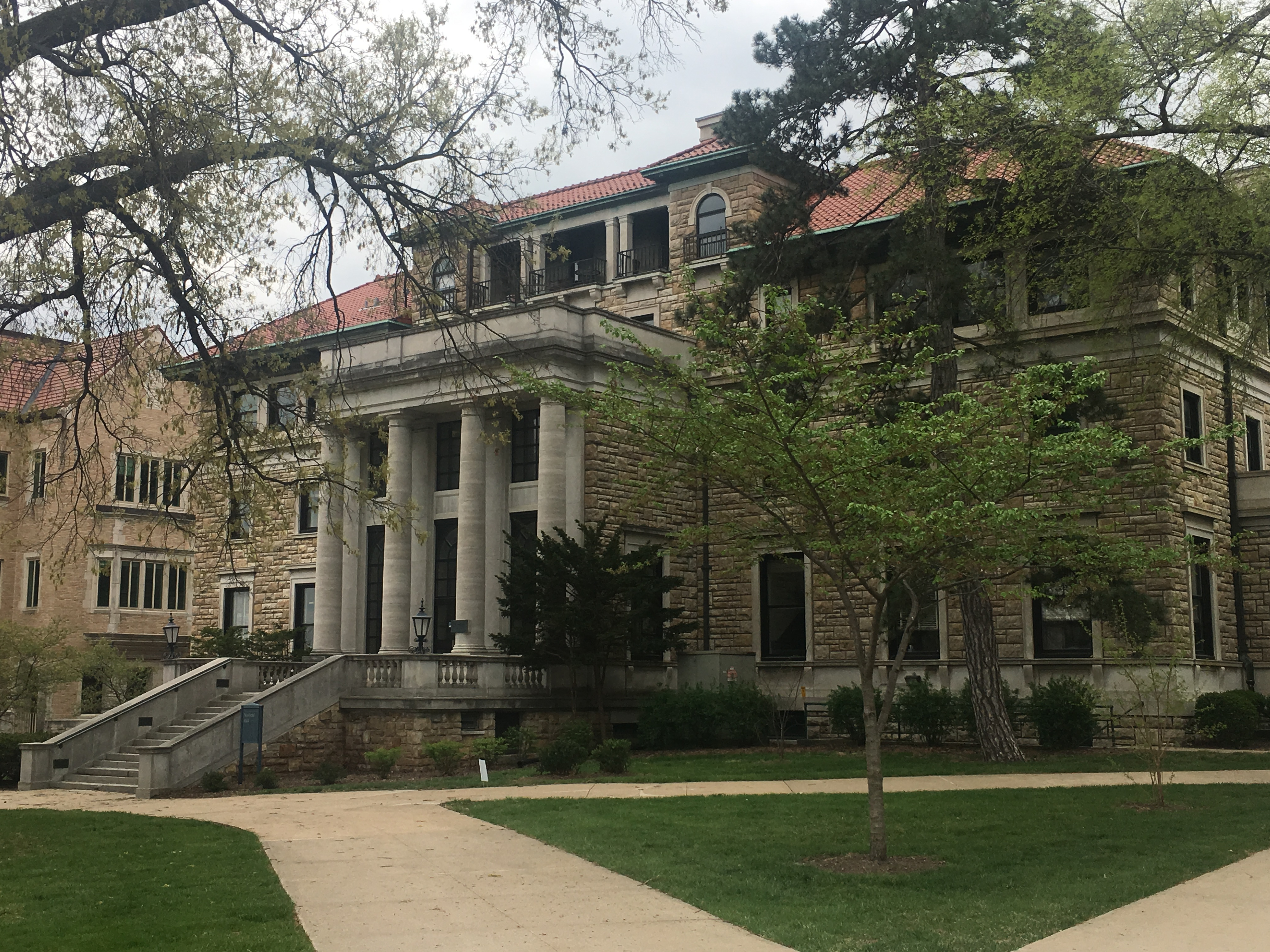
اداره آموزش
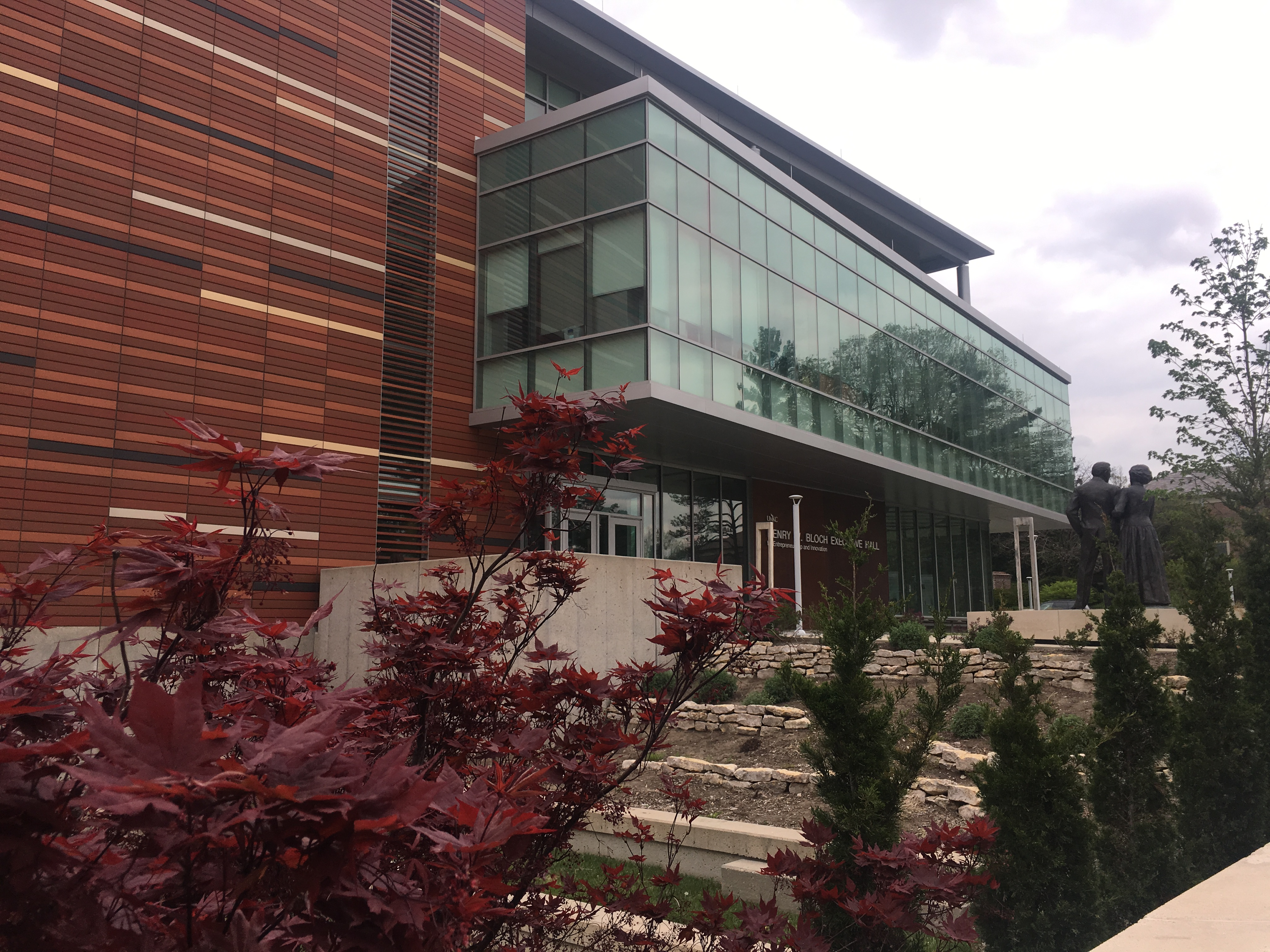
دانشکده علوم پزشکی دانشگاه میزوری در کانزاس سیتی
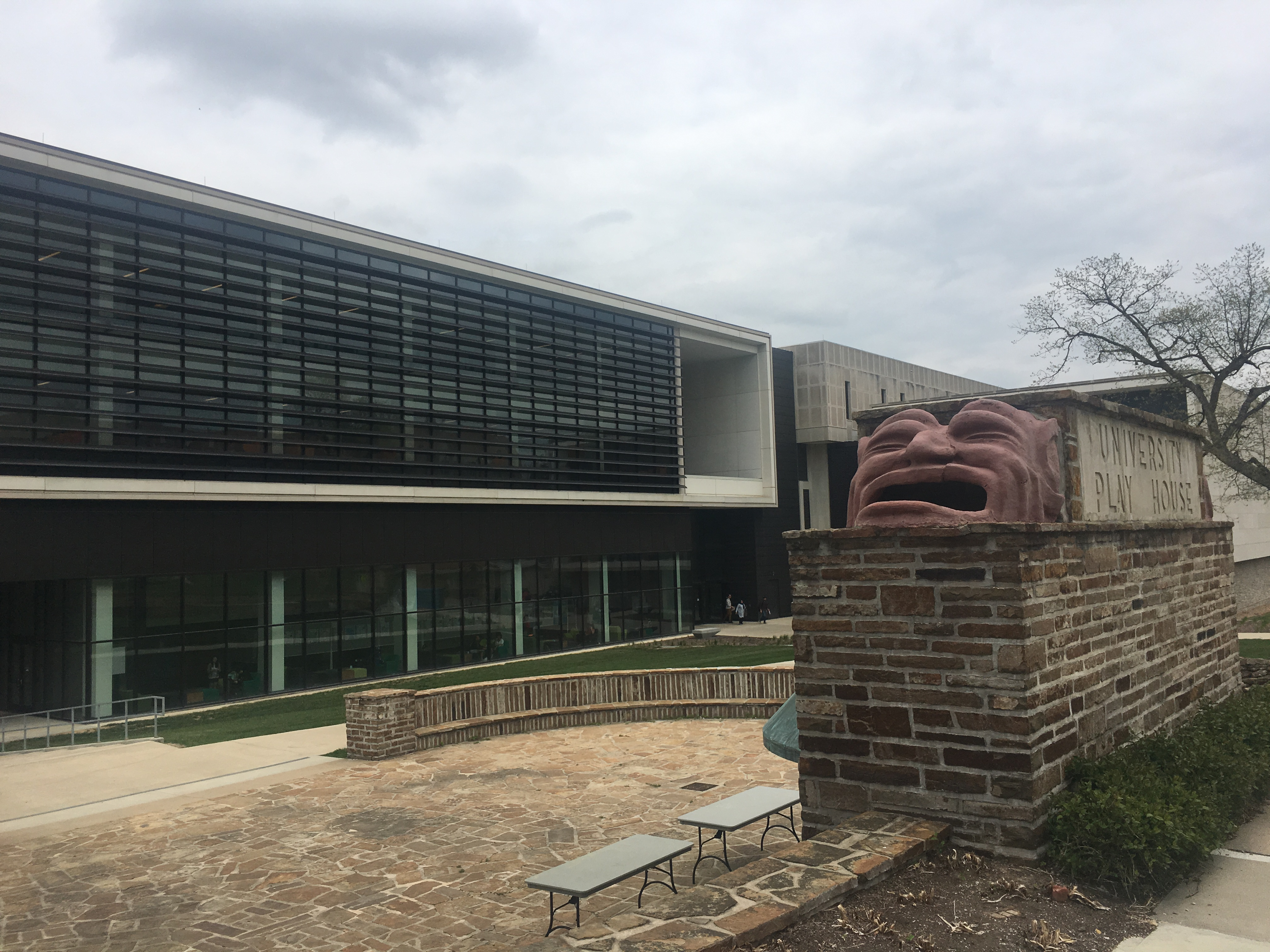
کتابخانه مرکزی
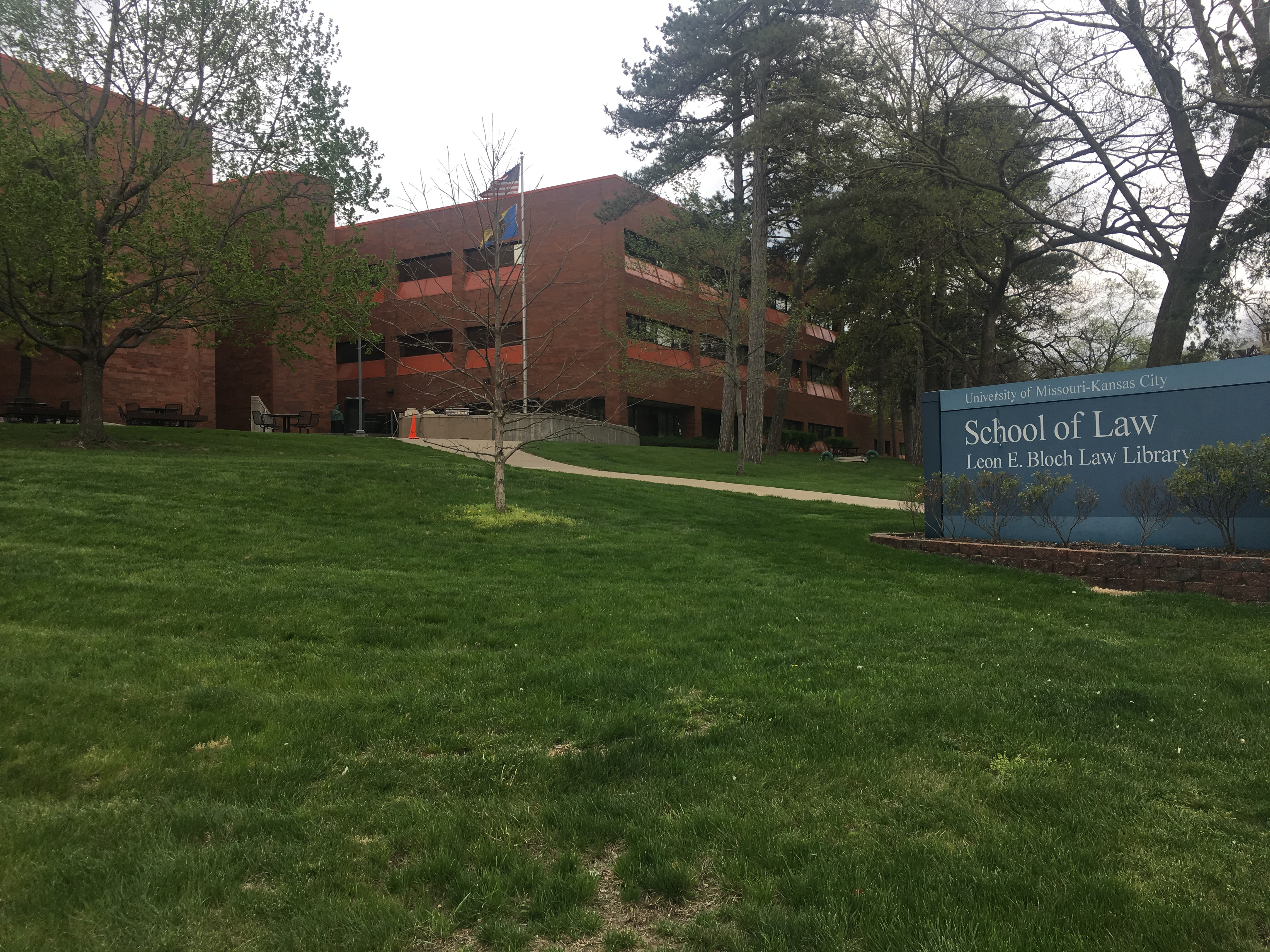
دانشکده علوم و هنر
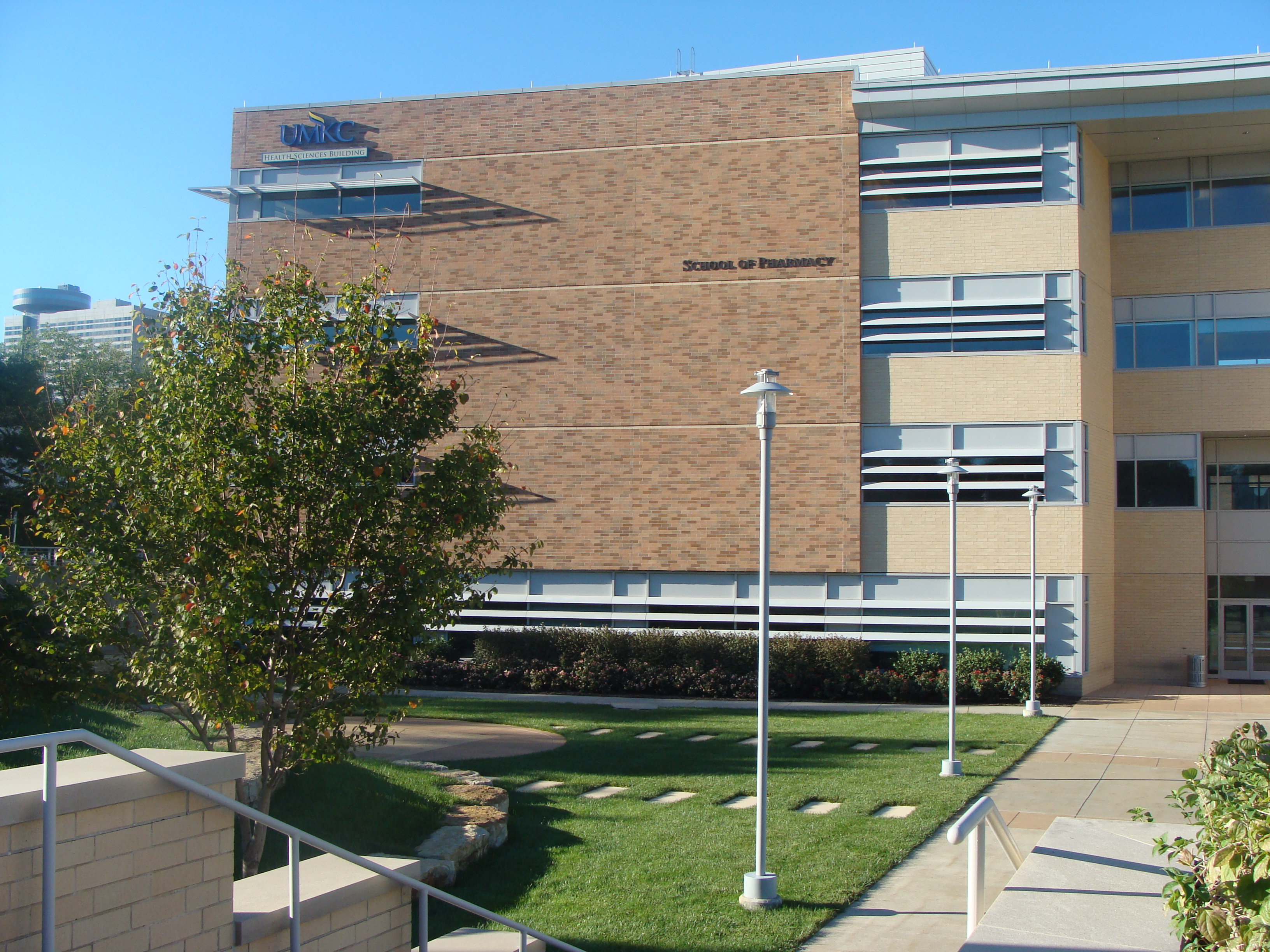
دانشکده تربیت و تعلم
- دانشکده پرستاری
- دانشکده مدیریت
- دانشکده حقوق
- دانشکده مهندسی
- دانشکده زیست‌شناسی
- هنرستان موسیقی و رقص
- دانشکده دندانپزشکی
- دانشکده داروسازی

- اداره آموزش
- دانشکده مدیریت
- کتابخانه مرکزی
- دانشکده حقوق
- دانشکده داروسازی

## مراکز تحقیقی و دیگر موسسات مجاور دانشگاه
مؤسسه تحقیقات پزشکی استاورز از مراکز پژوهشی خصوصی در سطح کشور است که در زمینه ژنتیک و علوم پایه پزشکی فعالیت گسترده‌ای دارد. کتابخانه لیندا هال نیز از کتابخانه‌های پژوهشی مهم مستقل امریکاست که تخصص در کتب فیزیک و مهندسی داشته و نسخه‌های اصیل چند صدساله نفیسی از افرادی همچون ابویوسف کندی، بدیع‌الزمان جزری، ابوالبرکات بغدادی، ابن کثیر فرغانی، الغ‌بیگ، مایکل فارادی و آیزاک نیوتن را در ذخایر خود دارد؛ و دیگر اینکه بیمارستان کودکان مرسی که از مراکز درمانی ممتاز کشور محسوب می‌گردد بعنوان بیمارستان آموزشی این دانشگاه در جنب دانشکده‌های پزشکی و داروسازی قرار دارد.